# لالپور
لالپور (به لاتین: Lalpur) یک منطقهٔ مسکونی در بنگلادش است که در ناحیه ناتوره واقع شده‌است. لالپور ۳۲۷٫۹۲ کیلومتر مربع مساحت و ۲۷۴٬۴۰۵ نفر جمعیت دارد.